# Torres de Santa Cruz
Le Torres de Santa Cruz sono degli edifici gemelli che si trovano nella città di Santa Cruz de Tenerife nelle Isole Canarie e, con i loro 120 metri di altezza, sono i più alti edifici della città e dell'arcipelago.

## Edifici
Il complesso è costituito da due torri doppie di 41.753 metri quadrati, di cui 9.613 m² in sotterraneo e 32.140 m² fuori terra. Una peculiarità è che questi edifici non furono costruiti in una sola volta, ma la Torre I fu costruita da Ferrovial e completata nel 2004, mentre Torre II fu costruita da Candesa e completata nel 2006.
Le lastre di acciaio originali che dovevano rivestire gli edifici furono sostituite da altre più resistenti dopo che, nel novembre 2005, la Tormenta tropicale Delta aveva fatto precipitare in strada le lastre della Torre I a causa delle raffiche di vento che avevano raggiunto i 140 km/h sulla costa. Questo ha fatto sì che la Torre II fosse, durante la sua costruzione, direttamente coperta da un sistema di piastre di acciaio inossidabile con un ancoraggio più rinforzato e una fissaggio molto più resistente. Successivamente, una copertura simile fu installata sulla facciata della Torre I, che aveva subito la forza dell'uragano.
Le Torres de Santa Cruz, insieme all'Auditorio di Tenerife, sono considerate un simbolo della città ed entrambi il simbolo dello sviluppo economico delle Isole Canarie.

## Record
- Sono i grattacieli più alti della città di Santa Cruz de Tenerife e delle Isole Canarie.
- Fino al 2010 sono stati il più alto edificio residenziale in Spagna,[3] attualmente al terzo posto in questa categoria.
- Sono le torri gemelle più alte della Spagna (6 metri più alte della Torres Kio di Madrid).
- Sono i primi edifici nelle Isole Canarie che vantano una coppia di antenne di grandi dimensioni.
- Sono i più alti edifici in Spagna fuori della penisola iberica.

## Nella cultura di massa
- Nel film Rambo: Last Blood del 2019, girato in parte a Santa Cruz de Tenerife, ci sono diverse sequenze panoramiche della città in cui si distinguono le Torres de Santa Cruz e l'Auditorium di Tenerife.[4]

- Nel 2022, alcune scene della serie americana Jack Ryan sono state girate nelle Torres de Santa Cruz.[5]